# Zacharias Cygnæus den yngre
Zacharias Cygnæus, född den 23 september 1763 i Lovisa, död den 14 juni 1830, var en finländsk präst. Han var son till Zacharias Cygnæus den äldre, bror till Johan Henrik Cygnæus och far till Fredrik Cygnæus.
Cygnæus blev kyrkoherde i Tavastehus 1793, kontraktsprost 1805 och biskop i Borgå 1819. År 1820 blev han biskop över de lutherska församlingarna i det petersburgska distriktet samt president i riksgeneralkonsistorium i Sankt Petersburg. Cygnaeus var en god organisatör, intresserad av pedagogiska frågor och social hjälpverksamhet.